# Nick Easter
Nick Easter (nacido en Epsom el 15 de agosto de 1978), apodado Minty,  es un exjugador de rugby británico, que jugaba de número 8 para la selección de rugby de Inglaterra y su último equipo fue Harlequins de la Premiership Rugby. 
Easter ha ganado el título de "Jugador del Año" de los Harlequins cuatro veces, en las temporadas de 2004/5, 2005/06, 2012/13 y 2014/15, esta última a los 36 años de edad.
Su debut con la selección de Inglaterra se produjo en un partido contra Italia en Twickenham el 10 de febrero de 2007, un partido del Torneo de las Seis Naciones 2007.
Fue seleccionado para la Copa Mundial de Rugby de 2007. Salió de titular en seis partidos de la Copa, donde fue decisivo para que el equipo llegara a la final.
Después de estar ausente de la selección durante tres años, Easter fue llamado nuevamente para el equipo inglés del Torneo de las Seis Naciones 2015. En el partido inaugural, entró como suplente por Inglaterra en su victoria 21-16 sobre Gales en el Millenium Stadium de Cardiff. En el segundo partido, logró un ensayo contra Italia, y así se convirtió en el jugador más viejo en anotar para Inglaterra. Ganó su 50.ª cap en el partido de Irlanda. 
Inicialmente no fue seleccionado para la Copa del Mundo de Rugby de 2015, pero fue llamado para sustituir a un lesionado Billy Vunipola. Easter anotó tres ensayos (una tripleta) en la victoria 60-3 sobre Uruguay, que cerraba la participación de Inglaterra en la Copa del Mundo; fue elegido por los aficionados (a través de Twitter) como "Hombre del partido" (Man of the Match) de este partido.